# 1,2-ビス(ジフェニルホスフィノ)エタン
1,2-ビス(ジフェニルホスフィノ)エタン (1,2-Bis(diphenylphosphino)ethane = dppe) は、化学式が (Ph2PCH2)2 (Ph = Phenyl) で表される有機リン化合物であり、錯体化学で一般的に使用される二座配位子である。白色の固体で有機溶媒に溶ける。

## 合成
dppe の合成は NaPPh2 のアルキル化による：
P(C6H5)3 + 2 Na → NaP(C6H5)2 + NaC6H5
NaP(C6H5) (空気ですぐに酸化される)と1,2-ジクロロエタン (ClCH2CH2Cl) の反応で得られる：
2 NaP(C6H5)2 + ClCH2CH2Cl → (C6H5)2PCH2CH2P(C6H5)2 + 2 NaCl

## 反応
リチウムによる還元で PhHP(CH2)2PHPh が得られることが報告されている。
Ph2P(CH2)2PPh2 + 4 Li → PhLiP(CH2)2PLiPh + 2 PhLi
加水分解によりビス(第二級ホスフィン) が得られる：
PhLiP(CH2)2PLiPh + 2 PhLi + 4H2O → PhHP(CH2)2PHPh + 4 LiOH + 2 C6H6

bis(dppe) 錯体 HFeCl(dppe)2 はもっとも作り易い遷移金属水素化物の一つである

過酸化水素、臭素水などの従来の酸化剤でdppeを処理すると、非選択的酸化の結果としてdppeOが低収率 (たとえば13%) で生成される。 dppe の選択的一酸化は、PhCH2Brと反応してdppeOを生成することで実現できる。
dppeを水素化すると、配位子ビス(ジシクロヘキシルホスフィノ)エタンが得られる。

## 配位錯体
dppe の多くの配位錯体が知られており、その一部は均一系触媒として使用されている。 dppeはほぼ常にキレート化しているが、単座 (例えば W(CO)5(dppe）など) やブリッジング動作 (bridging behaviaor)の例もある。自然挟み角 (natural bite angle) は 86°である。

## 関連化合物
- ビス(ジメチルホスフィノ)エタン（英語版）
- ビス(ジフェニルホスフィノ)メタン
- 1,3-ビス (ジフェニルホスフィノ) プロパン